# هیلیارد لایل
هیلیارد لایل (انگلیسی: Hilliard Lyle; ۲۱ دسامبر ۱۸۷۹ – ۲۱ مهٔ ۱۹۳۱) بازیکن لاکراس اهل کانادا بود.